# Dance-rock
El dance rock es un género musical que combina elementos del rock con géneros bailables como el post-disco, philadelphia soul y el funk.
Michael Campbell, en su libro Popular Music in America, define el género como "post-punk / post-disco fusion". También citó a Robert Christgau, quien describió el rock orientado al dance (o DOR) como un término paraguas usado por varios DJs en los años 1980.
Sin embargo, AllMusic define el "dance-rock" como música de los años 1980 y de los años 1990 practicada por el músico de rock, influenciado por el soul de Filadelfia, disco y funk, fusionando esos estilos con rock y música de baile. Los artistas como The Rolling Stones, David Bowie, Duran Duran, Simple Minds, INXS, Eurythmics, Depeche Mode, The Clash, New Order o Devo, entre otros, pertenecen en algún momento de los 80, según Allmusic, a este género. El dance-rock abraza algunos actos funk experimentales como A Certain Ratio, Gang of Four y también músicos, por ejemplo Robert Palmer, Billy Idol o Hall & Oates.

## Historia
La génesis del dance-rock fue a mediados de los 1970's, cuando los Bee Gees, The Rolling Stones, David Bowie, Rod Stewart o Queen, entre otros, coquetearon (en un momento u otro) con los ritmos más simples y marcados del funk y del disco.
A pesar de las predicciones de que el new wave y el rock reemplazarían a la música disco en los clubes de baile, una mezcla éstos con el post-disco dio lugar al dance-rock con New Order, Prince, Blondie, Daryl Hall, ABC, Depeche Mode, Spandau Ballet, Duran Duran, INXS o Eurythmics entre otros. Cada uno de ellos fusionó dance y rock de una manera u otra. Bien confiado en teclados y cajas de ritmos, bien usado el estándar de la guitarra-bajo-batería de la mayoría de las bandas de rock, pero con estribillos sencillos, melodías muy repetitivas e incluso a veces dejando las guitarras en el fondo.
La escena también produjo muchas fusiones, incluyendo a Kraftwerk, que consiguió atraer audiencias del R&B con su disco Computer World (1981), influyendo en Afrika Bambaataa que con "Planet Rock" (1982) dio origen al electrofunk.
Las influencias claves del género incluyeron el synthpop, particularmente del New Romantic del estilo Spandau Ballet,  mientras que los sintetizadores ayudaron a dar forma a la nueva música. Arthur Baker, productor discográfico, comentó en su día: 

"Estoy con sintetizadores en este momento, las opciones son ilimitadas, reduce los costos y te da más control final, pero no suena artificial. Todavía mantiene un sentimiento humano."

En contraposición, el sonido compuesto de influencias electrónicas, el eurodisco, fue generalmente considerado como "frío, artificial y mecánico".
En la década de los 1990's la estructura de melodía del indie rock y rock alternativo, mezclado con "beats" electrónicos, daría paso al denominado alternative dance como EMF con "Unbeliable" (1990) o U2 con "Achtung Baby" (1991).

## Artistas dance-rock, dance-punk y alternative dance
- !!![6][7][8]
- ABC[9]
- And Then There Were None[10]
- Automático.[11]
- The B-52's[9][12][13]
- Big Audio Dynamite[14][15][16]
- The Big Pink[17]
- BodyRockers[18]
- A Certain Ratio[9]
- The Charlatans[19][20]
- Depeche Mode[9][21][22]
- Devo[23][24]
- Duran Duran[9][25][26]
- Electronic[27][28]
- EMF[29][30][31]
- Eurythmics[9]
- The Farm[32]
- Fine Young Cannibals[33]
- Frankie Goes to Hollywood[34]
- Franz Ferdinand[35][36]
- Friendly Fires[37][38][39]
- Gang of Four[9]
- Garbage[9][40][41]
- Hall & Oates[9]
- Happy Mondays[31][42][43]
- Hot Chelle Rae[44][45]
- Hot Chip[46][47][48]
- Billy Idol[49][50]
- INXS[9][51][52]
- Mick Jagger[53]
- Jesus Jones[31][54][55]
- The Killers[56][57][58]
- LCD Soundsystem[59][60][61]
- Liquid Liquid[62]
- The New Cities[63]
- New Order[9][64][65]
- No Doubt[9]
- Oingo Boingo[66]
- Robert Palmer[9]
- Pet Shop Boys[9]
- Primal Scream[67][68]
- The Prodigy[69][70][71]
- Pseudo Echo[72]
- Public Image Ltd[73][74][75]
- Rogue Traders[76][77]
- Scissor Sisters[9][78][79]
- The Shamen[80]
- Simple Minds[81][82]
- The Stone Roses[43][83]
- Talking Heads[84][85][86]
- Tom Tom Club[87][88]
- U2[9][89]
- Walk the Moon[90]
- Was (Not Was)[91][92][93]
- The White Tie Affair[94]
- Robbie Williams[9]